# Phengaris arion
La hormiguera de lunares  (Phengaris arion, también conocida como Maculinea arion y Glaucopsyche arion) es una especie de mariposa de la familia Lycaenidae. La especie fue descrita en 1758, posteriormente avistada en Gran Bretaña en 1795. En 1979 la especie se creía extinta en Gran Bretaña pero ha sido exitosamente reintroducida con nuevos métodos de conservación. Actualmente la Phengaris arión está clasificada como "casi amenazada" en la IUCN lista roja de especie protegidas. Hoy P. arion Puede ser encontrado en Europa, Cáucaso, Armenia, oeste de Siberia, Altái, norte y oeste de Kazajistán y Sichuan.
Phengaris arion puede ser distinguida por sus puntos negros únicos sobre las alas con azul en el fondo.
Phengaris arion es conocida en el campo de la ecología del comportamiento por su relación parásita única con las hormigas Myrmica, específicamente con Myrmica sabuleti. La especie también se alimenta de Tomillo y Origanum majorana como plantas nutricias en etapas tempranas de su ciclo de vida.

## Subespecies
- P. a. arion Europa Del oeste Siberia, Altái, Kazajistán Al noroeste
- P. a. delphinatus (Fruhstorfer, 1910) "Dauphine"
- P. a. zara Jachontov, 1935 Cáucaso, Armenia
- P. a. buholzeri Rezbanyai, 1978
- P. a. inferna Sibatani, Saigusa & Hirowatari, 1994 Sichuan
- † P. a. eutyphron Fruhstorfer, 1915 anteriormente el sur de Gran Bretaña

## Descripción
Las orugas miden unos 13 milímetros en longitud y pueden vivir unos 9 meses antes de que formen crisálidas y se conviertan en adultos; tienen una envergadura de unos 50 mm.

## Distribución
La hormiguera de lunares se encuentra de costa a costa en el Paleártico, pero está más concentrada en áreas de Francia a China.

## Hábitat
El hábitat de la hormiguera de lunares es en gran parte influido por ubicación de sus fuentes alimentarias. La especie requiere una combinación de cantidades abundantes de su planta alimentaria, tomillo y la presencia de Myrmica hormigas para sobrevivir.
La mariposa es más abundante en pastos y áreas abandonadas de vegetación diversa y arbustos. Esta preferencia puede ser explicada al examinar el resultado de un paisaje uniforme. Un paisaje que permanece igual en el tiempo sincroniza mucho las actividades biológicas que incluyen en la floración de plantas anfitrionas. Influyen las fechas de aparición del adulto, o presiones a las larvas en las colonias de hormigas. Si las funciones biológicas importantes tienen lugar en el mismo tiempo, la población deviene mucho más, aunque es susceptible a aleatorios y desafortunados acontecimientos como desastres medioambientales. Por ello actos en la agricultura tradicional pueden dejar de sincronizar el sistema biológico. Las estructuras ecológicas diversas pueden cambiar o sustituir microclimas que pueden provocar un impacto enorme en la supervivencia de la mariposa Phengaris arion.

## Comportamiento en el nido anfitrión - estrategia "cuco"
Mientras la mayoría de las orugas de Phengaris se comportan de modo parecido antes de ser introducidas en el nido de hormiga anfitriona, una vez adoptadas por una especie de hormiga anfitriona, las mariposas Phengaris arion adoptan uno de dos estrategias. La primera estrategia estudiada, la más conocida, se conoce como la "estrategia del cuco". Esta estrategia ha sido estudiada extensamente en P. rebeli y consta de una interacción continua entre la oruga de Phengaris y las  hormigas anfitrionas Myrmica. Una vez en el nido, la oruga utiliza el mimetismo olfatorio para confundir a las hormigas y esconder su identidad.
Las larvas de Phengaris arion utilizan la estrategia del cuco con las hormigas y continuamente desprenden un olor muy similar al que emana la hormiga reina para ser alimentada, imita el sonido de una reina como para aumentar su rango dentro del hormiguero. Phengaris emplea la técnica del cuco para ser alimentadas por las hormigas que le están dando tratamiento preferente a sus propias larvas, tal comportamiento es una estrategia tal que los miembros del hormiguero, sus hormigas, serían capaces de matar a sus propias larvas para alimentar a la oruga y llegado el caso, rescataría primero a la oruga de Phengaris arion ante un supuesto peligro.

## Estrategia predadora
A diferencia de otros miembros del genus Phengaris, la comúnmente llamada hormiguera de lunares, Phengaris arion, se convierte en depredador una vez en el nido de la hormiga. Se alimenta de las pupas de hormiga mientras continúa actuando como si fuese una hormiga de la especie Myrmica.
Aunque ejecuten el mimetismo, los índices de mortalidad para las mariposas dentro del nido es alto. Una explicación es que cada especie de Phengaris se relaciona con una determinada especie de Myrmica. Si las orugas que están siendo adoptadas por una especie de hormiga que no le es familiar la descubre, es a menudo matada y comida.
Incluso si están emparejadas con el anfitrión correcto, muchas Phengaris arion no llegan a sobrevivir. Si el mimetismo no es perfecto y las hormigas que le acogen sospechan, la muerte es altamente probable. También las hormigas en nidos sin un suministro abundante de alimentos es mucho más probable que sean identificadas como intrusas.
Se ha concluido que es más probable que las orugas de las hormigueras de lunares sean atacadas durante los primeros diez días después de ser adoptadas por las hormigas anfitrionas; esto se debe al hecho de que en este tiempo las orugas son más grandes que el tamaño medio de las larvas de hormiga Myrmica.

## Protección legal
- Autonómica
- CREA propuesto: «de interés especial - riesgo relativo»
- UE Directiva Hábitatsː Anexo IV
- Convenios internacionalesː Convenio de Berna: Anexo II

- Categorías UICN'
- Autonómica
- VU B2c
- Estatal
- VU (1992)
- Europea
- NT (2025)
- Mundial
- LR /nt (2004)